# إيزادور أندرسون
إيزادور أندرسون (بالإنجليزية: Isadore Anderson)‏ هو مدرب كرة سلة أمريكي، ولد في 20 يونيو 1880، وتوفي في 6 سبتمبر 1961.